# Česká Metuje
Česká Metuje (deutsch Böhmisch Matha) ist eine Gemeinde in Tschechien. Sie liegt 14 Kilometer nördlich von Náchod und gehört zum Okres Náchod.

## Geographie

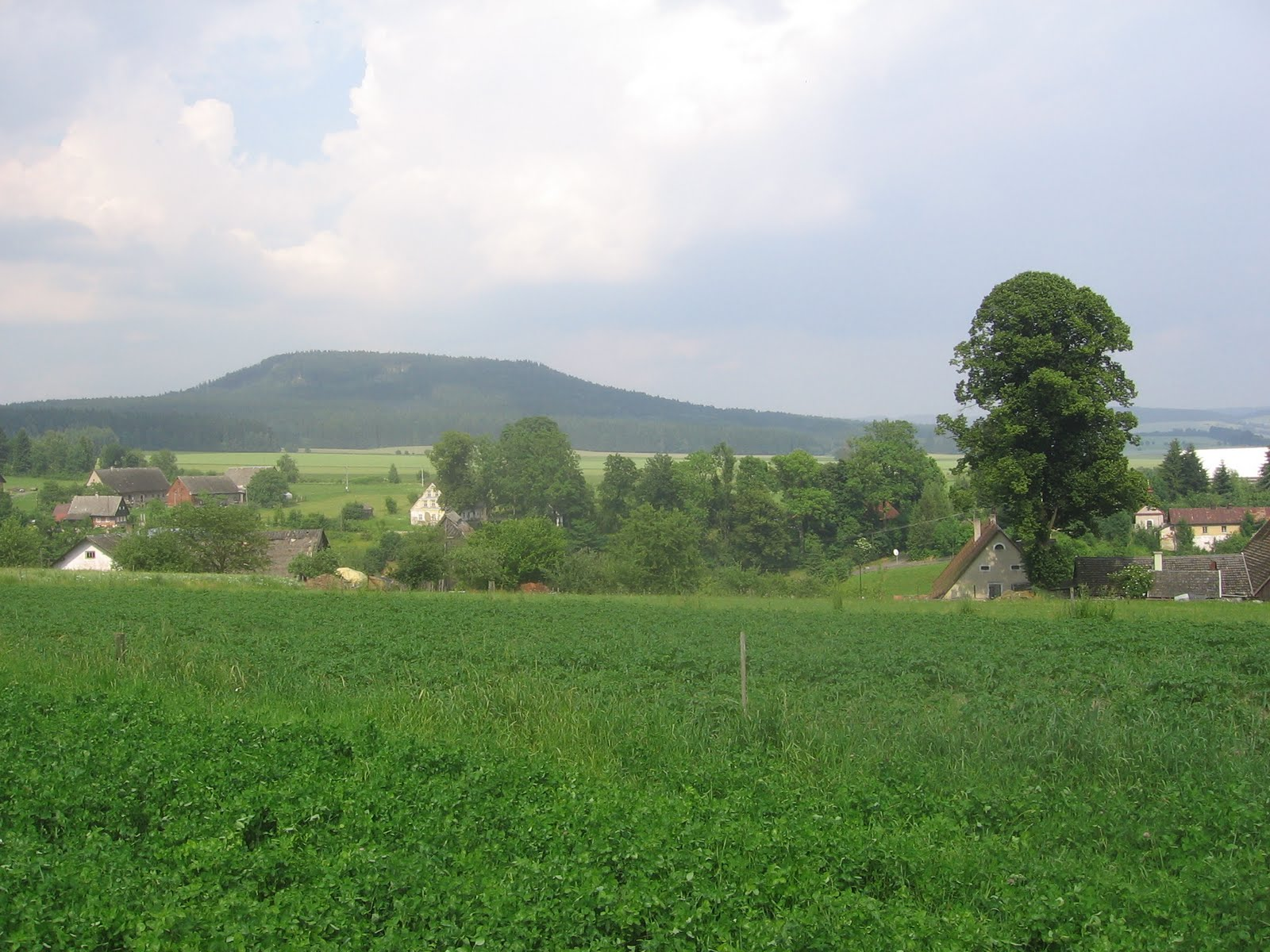
Česká Metuje – Panorama

Česká Metuje befindet sich im Tal der Metuje (Mettau) an der Einmündung der Vlásenka. Nordöstlich erhebt sich der Ostaš (700 m).
Nachbarorte sind Javor und Dědov im Norden, Pěkov im Nordosten, Bukovice und Žďár nad Metují im Osten, Maršov nad Metují im Südosten, Horní Dřevíč im Süden, Stárkov im Südwesten, Vlásenka im Westen sowie Skalka im Nordwesten.

## Geschichte
Im ersten Viertel des 13. Jahrhunderts gründeten die Benediktiner des Stiftes Břevnov am linken Ufer der Metuje eine Siedlung, die nach dem Fluss benannt wurde. Um 1260 gründeten deutsche Kolonisten auf der gegenüberliegenden Seite ein weiteres Dorf.
Die erste urkundliche Erwähnung von Metuge erfolgte im Jahre 1406. Der Teil links des Flusses war der Herrschaft Police nad Metují untertänig, während die Siedlung am rechten Ufer zur Herrschaft Stárkov gehörte. Während der Hussitenkriege kam der Policer Teil kurzzeitig in weltliche Hände, als ihn Matthäus Salava von Leipa durch Kaiser Sigismund zusammen mit anderen Dörfern geschenkt bekam.
Die Metuje bildete die Sprachgrenze; das Dorf links des Flusses war tschechisch und das rechts der Metuje deutsch besiedelt. 1790 erfolgte die Aufteilung in die Katastralgemeinden Česká Metuj / Böhmisch Matha und Deutsch Matha / Německá Metuj.
Nach der Aufhebung der Patrimonialherrschaften entstand 1849 rechts des Flusses die Gemeinde Deutsch Matha / Německá Metuj mit dem Ortsteil Wlasenka / Vlasenka. Weil Wlasenka deutlich größer als Deutsch Matha war, wurde der Name der Gemeinde in Deutsch Matha-Wlasenka / Německá Metuj-Vlásenka geändert. Česká Metuj / Böhmisch Matha bildete ab 1849 einen Ortsteil der Gemeinde Žďár nad Metují und gehörte ebenfalls zum Bezirk Braunau. 1875 erfolgte die Einweihung der Eisenbahn von Chotzen nach Braunau. Links der Metuje entstand nördlich von Česká Metuj in Richtung Niedermohren / Dědov die Bahnstation Matha-Mohren / Metuj-Dědov. Deutsch Matha-Wlasenka hatte 1885 506 Einwohner, davon waren 496 Deutsche. Zur gleichen Zeit lebten in Česká Metuj 285 Menschen. 1891 entstand die Gemeinde Česká Metuj / Böhmisch Matha. Die auf den Fluren der Gemeinde Žďár nad Metují gelegene Bahnstation Matha-Mohren / Metuj-Dědov erhielt 1923 den Namen Česká Metuj. In den 1920er Jahren wurden die tschechischen Ortsnamen Česká und Německá Metuj in Česká und Německá Metuje geändert.
1930 lebten in Deutsch Matha-Wlasenka 314 Deutsche und 39 Tschechen; in Česká Metuje waren es 222 Tschechen und 23 Deutsche. Nach dem Münchner Abkommen 1938 wurden beide Gemeinden dem Deutschen Reich zugeschlagen. Unter den Namen Deutsch Matha und Böhmisch Matha gehörten sie bis 1945 zum Landkreis Braunau. 1939 hatte Böhmisch Matha 197 Einwohner und Deutsch Matha 294. Nach dem Zweiten Weltkrieg wurde der deutsche Bevölkerungsanteil vertrieben. 1946 erfolgte die Vereinigung von Česká Metuje und Německá Metuje zu einer Gemeinde, die den Namen Česká Metuje erhielt. Německá Metuje wurde 1950 in Metujka umbenannt und der Name des Ortsteils Vlasenka in Vlásenka abgeändert. Im Zuge der Gemeindegebietsreform erfolgte zum 1. Jänner 1961 die Eingemeindung von Skalka, gleichzeitig kam die Gemeinde zum Okres Náchod. 1974 verlor Metujka den Status eines Ortsteils.

## Gemeindegliederung
Die Gemeinde Česká Metuje besteht aus den Ortsteilen Česká Metuje (Böhmisch Matha), Skalka und Vlásenka (Wlasenka) sowie der Einschicht Solovický Dvůr (Solowitz) und der Ortslage Metujka (Deutsch Matha).

## Sehenswürdigkeiten
- Kapelle in Česká Metuje